# Сингак (Њу Џерзи)
Сингак (енгл. Singac) насељено је место без административног статуса у америчкој савезној држави Њу Џерзи.

## Демографија
По попису из 2010. године број становника је 3.618.
| Група             | 2000.    | 2010.         |
| Белци             | 0 (0,0%) | 2.829 (78,2%) |
| Афроамериканци    | 0 (0,0%) | 49 (1,4%)     |
| Азијати           | 0 (0,0%) | 210 (5,8%)    |
| Хиспаноамериканци | 0 (0,0%) | 464 (12,8%)   |
| Укупно            | 0        | 3.618         |